# 醒目奧丁
醒目奧丁（日语：スマートオーディン），是日本純種競賽馬匹。生涯前期活躍於中距離賽事，後期則轉戰短途一哩賽事，曾勝出東京體育盃兩歲錦標、每日盃、京都新聞盃及阪急盃四項分級賽。

## 出賽前
2013年2月20日出生於北海道新冠町Sky Beach Stable，成長途中被馬主大川徹購入。
其後交由栗東訓練中心練馬師松田國英訓練。

## 競賽生涯

### 2歲
2015年9月20日出戰阪神競馬場2歲新馬戰，比賽初段保持於中後方位置等待時機，進入直路後迅速衝出並取得領先，最終以2 1/2馬位輕鬆獲得首勝。
其後出戰萩錦標，於比賽途中以穩定的節奏處於中團位置，但於直路上未能追上前方的玄晶石以第二完賽。
11月23日出戰東京體育盃兩歲錦標，比賽初段雖然選擇於隊伍最後方的位置追走，但通過最後彎道時逐步透出並進入望空狀態，於直路上更爆發出後600米32.9秒的末腳速度，最終超越所有對手取得分級賽首勝。

### 3歲
2016年以共同通信盃作為首戰，改變策略採取先行戰術下未能於直路維持速度，最終僅跑獲第六。
3月26日出戰每日盃，比賽開始後逐步放緩節奏墮後，於直路上成功在中檔位置突圍而出，最終壓贏Urban Kid取得冠軍。

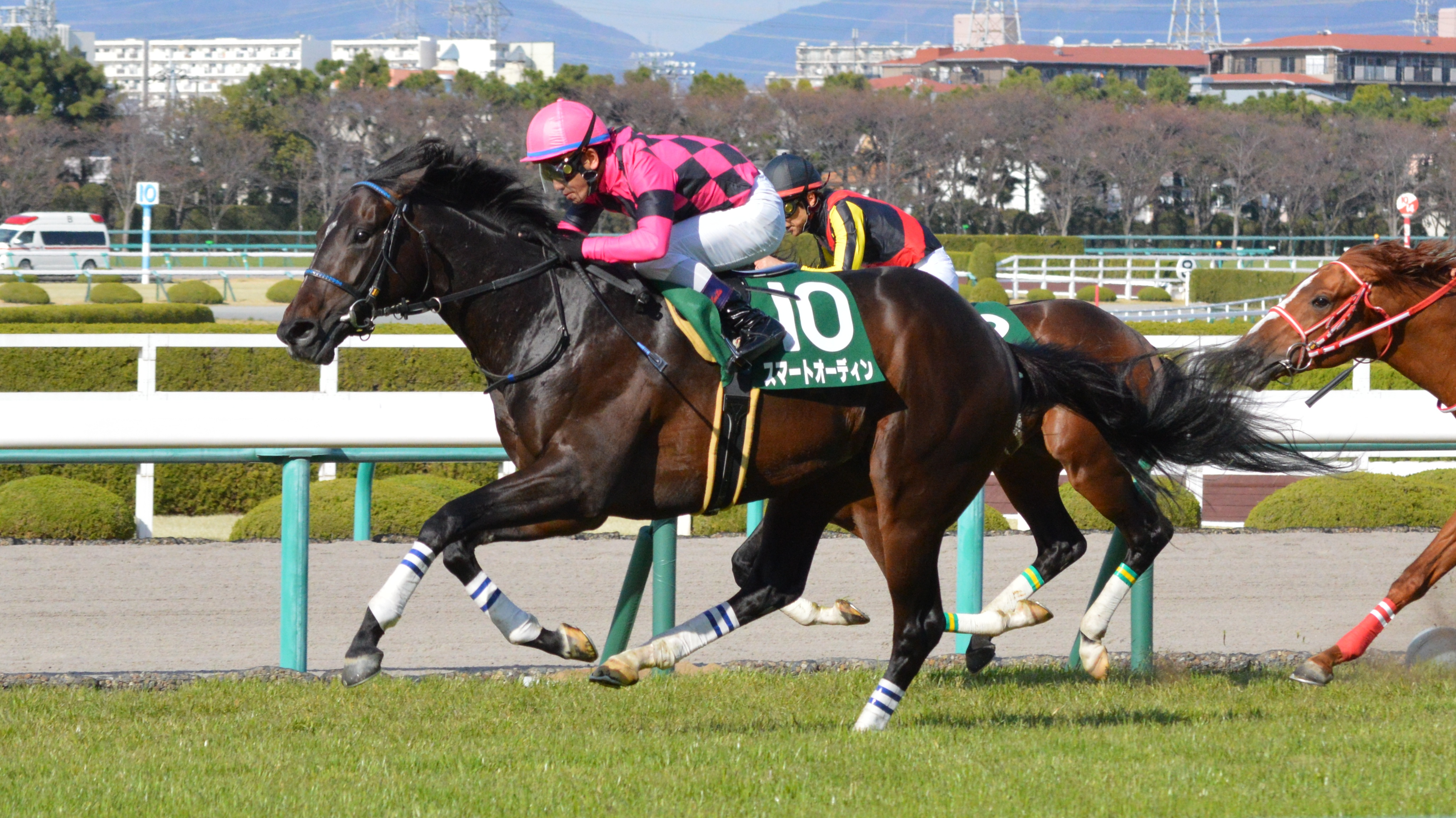
出戰每日盃的醒目奧丁

其後出戰京都新聞盃，因於每日盃的表現而取得第一人氣。比賽開始後，其再度採用後上戰術，於比賽前半段一直處於最後方逐步推進，直至第三彎道進入第四彎道時開始加速。進入直路後，其繼續於外檔位置維持先前的走勢，最終成功爆發出優秀的速度下超越所有地收，以3/4馬位壓制前置的愛麗強勢取得第三個分級賽冠軍。
5月29日出戰東京優駿（日本打吡），雖然其於比賽途中維持於中後方位置減省體力消耗，但於直路上未能發揮出以往的勢頭，最終僅跑獲第六的戰績。
而賽後1個月，由於馬主大川徹及練馬師松田國英於大方針上有所差異，其被轉至同為栗東訓練中心的池江泰壽馬房，同時前往滋賀縣信樂町吉澤Stabel WEST休養。
然而於休養途中，其腳部出現肌腱炎的症狀，最終跳過4歲生涯。

### 5歲
2018年6月於葉森盃復出，但狀態未回復下跑獲第十二，其後出戰中京紀念及參宿七錦標亦分別以第十五及第九落敗。

### 6歲
2019年首戰為京都金盃，於比賽途中延續上年度的頹勢，最終僅跑獲第十的戰績。
其後陣營決定安排其縮程轉戰短途賽事，並以2月的阪急盃作為試驗。比賽開始後，其隨即選擇留後戰術並保持於隊伍最後方，通過彎道時開始抽出大外檔望空衝刺。進入直路後，其於大外檔位置展開猛烈的追擊，不斷加速衝刺下逐步蠶食前方對手，最終成功於最後關頭超越唐吉快跑，以第十一人氣爆冷取得冠軍。

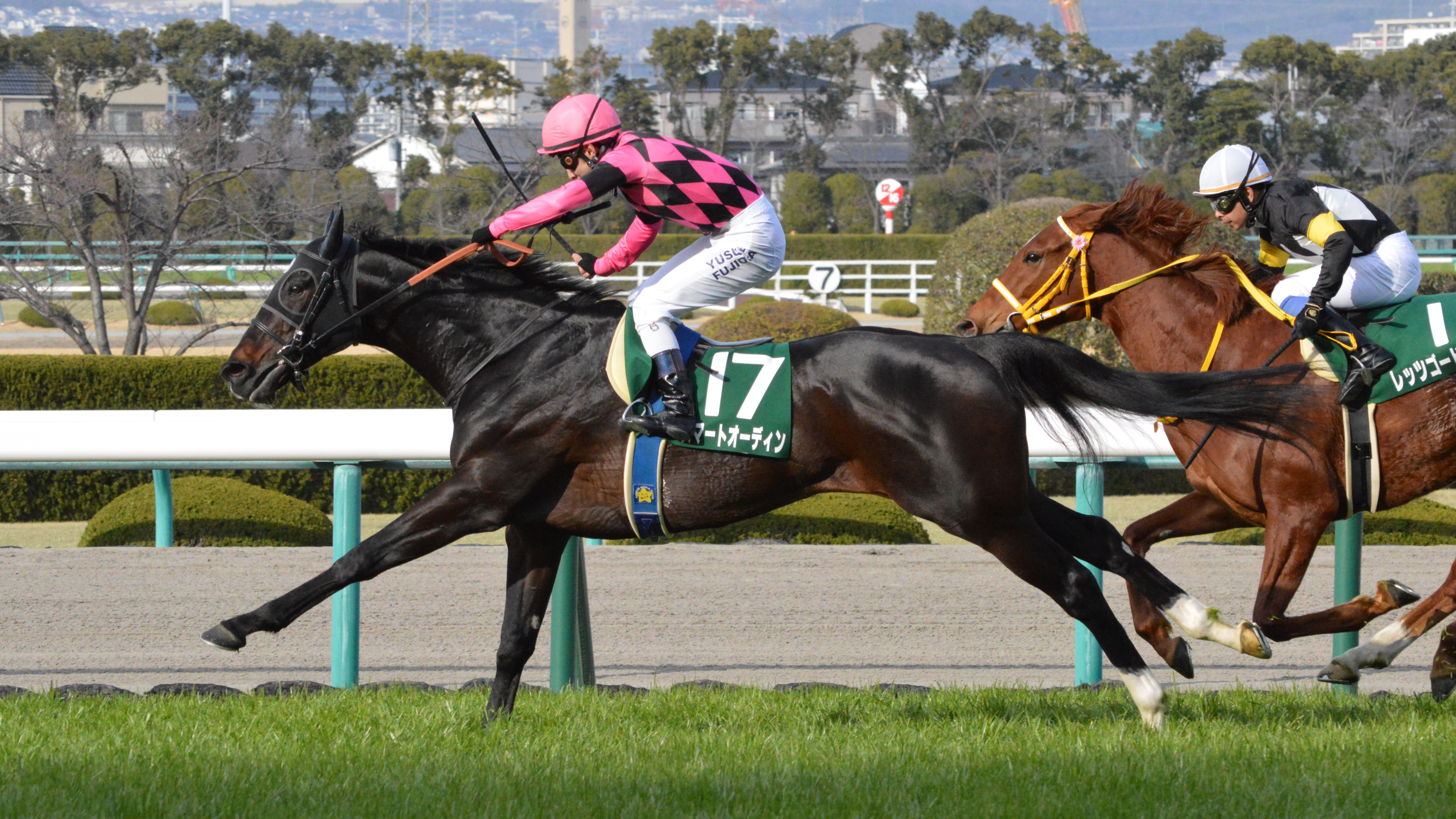
出戰阪急盃的醒目奧丁

但其後再度陷入低潮，於京王盃春季錦標及安田紀念中未能獲勝，進入秋季出戰天鵝錦標及阪神盃亦僅跑獲第九及第八。

### 7歲
2020年繼續出戰各項賽事，但仍然未能跑出優秀的戰績，最佳為三級賽阪急盃中跑獲第四。

### 8歲
2021年，其僅於年初出戰京都金盃並取得第九，其後陣營決定安排其退役。

### 詳細賽績
| 日期       | 舉辦國家 | 馬場 | 距離   | 級別 | 賽事名稱           | 負重 | 騎師       | 馬號 | 出馬 | 名次 | 時間   | 頭馬（二馬）     |
| ---------- | -------- | ---- | ------ | ---- | ------------------ | ---- | ---------- | ---- | ---- | ---- | ------ | ---------------- |
| 20/9/2015  | 日本     | 阪神 | 草1800 |      | 2歲新馬            | 54   | 杜滿萊     | 4    | 08   | 1    | 1:51.1 | （Levin Impact） |
| 31/10/2015 | 日本     | 京都 | 草1800 | OP   | 萩錦標             | 55   | 杜滿萊     | 2    | 05   | 2    | 1:47.7 | 玄晶石           |
| 23/11/2015 | 日本     | 東京 | 草1800 | GIII | 東京體育盃兩歲錦標 | 55   | 武豐       | 10   | 11   | 1    | 1:49.5 | （浪子回頭）     |
| 14/2/2016  | 日本     | 東京 | 草1800 | GIII | 共同通信盃         | 57   | 杜滿萊     | 1    | 10   | 6    | 1:48.7 | 氣概凜然         |
| 26/3/2016  | 日本     | 阪神 | 草1800 | GIII | 每日盃             | 57   | 戶崎圭太   | 10   | 10   | 1    | 1:47.3 | （Urban Kid）    |
| 7/5/2016   | 日本     | 京都 | 草2200 | GII  | 京都新聞盃         | 56   | 戶崎圭太   | 2    | 14   | 1    | 2:12.6 | （愛麗強勢）     |
| 29/6/2016  | 日本     | 東京 | 草2400 | GI   | 東京優駿           | 57   | 戶崎圭太   | 10   | 18   | 6    | 2:24.5 | 豐收節           |
| 10/6/2018  | 日本     | 東京 | 草1800 | GIII | 葉森盃             | 56   | 武豐       | 9    | 16   | 12   | 1:49.2 | 里見亞瑟         |
| 22/7/2018  | 日本     | 中京 | 草1600 | GIII | 中京紀念           | 57.5 | 松山弘平   | 1    | 16   | 15   | 1:34.8 | 大倫敦           |
| 8/12/2018  | 日本     | 阪神 | 草1600 | OP   | 參宿七錦標         | 57   | 武豐       | 11   | 11   | 9    | 1:34.9 | Pax Americana    |
| 5/1/2019   | 日本     | 京都 | 草1600 | GIII | 京都金盃           | 57   | 秋山真一郎 | 9    | 17   | 10   | 1:35.3 | Pax Americana    |
| 24/2/2019  | 日本     | 阪神 | 草1400 | GIII | 阪急盃             | 56   | 藤岡佑介   | 17   | 18   | 1    | 1:20.3 | （唐吉快跑）     |
| 11/5/2019  | 日本     | 東京 | 草1400 | GII  | 京王盃春季盃       | 56   | 池添謙一   | 16   | 15   | 7    | 1:19.7 | 倫敦塔           |
| 2/6/2019   | 日本     | 東京 | 草1600 | GI   | 安田紀念           | 58   | 池添謙一   | 9    | 16   | 13   | 1:32.0 | 冠軍車手         |
| 26/10/2019 | 日本     | 京都 | 草1400 | GII  | 天鵝錦標           | 56   | 武豐       | 15   | 18   | 9    | 1:22.0 | 全音階           |
| 21/12/2019 | 日本     | 阪神 | 草1400 | GII  | 阪神盃             | 57   | 武豐       | 17   | 18   | 8    | 1:20.8 | 放聲歡呼         |
| 11/1/2020  | 日本     | 京都 | 草1200 | L    | 淀短距離錦標       | 59   | 藤岡佑介   | 9    | 15   | 13   | 1:11.0 | 訂做迷           |
| 1/3/2020   | 日本     | 阪神 | 草1400 | GIII | 阪急盃             | 56   | 秋山真一郎 | 18   | 18   | 4    | 1:20.4 | Best Actor       |
| 4/4/2020   | 日本     | 阪神 | 泥1400 | L    | 珊瑚錦標           | 57   | 秋山真一郎 | 12   | 16   | 13   | 1:24.8 | 熱望             |
| 31/5/2020  | 日本     | 京都 | 草1400 | L    | 安土城錦標         | 57   | 秋山真一郎 | 16   | 17   | 6    | 1:21.5 | 當機立斷         |
| 28/6/2020  | 日本     | 東京 | 草1400 | L    | 天堂錦標           | 57   | 秋山真一郎 | 16   | 16   | 8    | 1:23.9 | Arusha           |
| 31/10/2020 | 日本     | 京都 | 草1400 | GII  | 天鵝錦標           | 56   | 藤井勘一郎 | 15   | 16   | 14   | 1:22.2 | 勝治             |
| 5/1/2021   | 日本     | 中京 | 草1600 | GIII | 京都金盃           | 57   | 荻野極     | 7    | 16   | 9    | 1:33.8 | 行進曲           |

## 退役後
退役後，醒目奧丁成為了配種馬，於北海道浦河町East Stud休養，在2021年進行配種。首批子嗣於2022年出生。首批子嗣可於2024年出賽。

## 血統簡介
父系野田尚城為日本賽駒，生涯戰績優秀，曾於2010年以破紀錄時間勝出NHK一哩賽。祖父富士奇蹟爲日本賽駒，生涯出戰四場賽事全勝，包含一級賽朝日盃三歲錦標，曾被看好可以達成無敗三冠的偉業，但於彌生賞後因傷退役，因而被稱爲「幻之三冠馬」。
母系Lady Upstage為愛爾蘭出生的英國賽駒，生涯戰績尚可，曾勝出二級賽美寶莉錦標，另外於一級賽戴萊錦標及歌劇錦標分別取得亞軍及季軍的戰績。外祖父Alzao爲美國生產的法國賽駒，生涯戰績不俗，曾勝出意大利三級賽。

### 血統表
| 父線：週日寧靜系（Halo系）           |                               |               |                |
| 種馬 野田尚城 2007年（深棗色）       | 富士奇蹟 1992年（棕色）       | 週日寧靜      | Halo           |
| 種馬 野田尚城 2007年（深棗色）       | 富士奇蹟 1992年（棕色）       | 週日寧靜      | Wishing Well   |
| 種馬 野田尚城 2007年（深棗色）       | 富士奇蹟 1992年（棕色）       | Millracer     | Le Fabuleux    |
| 種馬 野田尚城 2007年（深棗色）       | 富士奇蹟 1992年（棕色）       | Millracer     | Marston's Mill |
| 種馬 野田尚城 2007年（深棗色）       | Chansonnette 2000年（棗色）   | 德高望重      | Darshaan       |
| 種馬 野田尚城 2007年（深棗色）       | Chansonnette 2000年（棗色）   | 德高望重      | Homage         |
| 種馬 野田尚城 2007年（深棗色）       | Chansonnette 2000年（棗色）   | Glorious Song | Halo           |
| 種馬 野田尚城 2007年（深棗色）       | Chansonnette 2000年（棗色）   | Glorious Song | Ballade        |
| 繁殖雌馬 Lady Upstage 1997年（棗色） | Alzao 1980年（棗色）          | 利法爾        | 北地舞人       |
| 繁殖雌馬 Lady Upstage 1997年（棗色） | Alzao 1980年（棗色）          | 利法爾        | Goofed         |
| 繁殖雌馬 Lady Upstage 1997年（棗色） | Alzao 1980年（棗色）          | Lady Rebecca  | Sir Ivor       |
| 繁殖雌馬 Lady Upstage 1997年（棗色） | Alzao 1980年（棗色）          | Lady Rebecca  | Pocahontas     |
| 繁殖雌馬 Lady Upstage 1997年（棗色） | She's the Tops 1988年（棗色） | Shernazar     | Busted         |
| 繁殖雌馬 Lady Upstage 1997年（棗色） | She's the Tops 1988年（棗色） | Shernazar     | Sharmeen       |
| 繁殖雌馬 Lady Upstage 1997年（棗色） | She's the Tops 1988年（棗色） | Troytops      | 金衡制         |
| 繁殖雌馬 Lady Upstage 1997年（棗色） | She's the Tops 1988年（棗色） | Troytops      | Topsy          |
| 雌系：號族：3-c                      |                               |               |                |
| 五代內近親交配：Halo 4×4             |                               |               |                |

## 命名由來
名字中，Smart（スマート）就是馬主大川徹冠名，香港採用「醒目」作為翻譯，Odin（オーディン）就是北歐神話中的主神：奧丁。

## 外部連結
- 醒目奧丁 netkeiba.com
- 血統表